# П'ятирічка
П'ятирічка або п'ятирічний план — метод планування розвитку країн, що включає розробку цільових показників соціально-економічного розвитку на термін 5 років.

## П'ятирічне планування в СРСР і країнах соціалістичного блоку
П'ятирічні плани розвитку народного господарства СРСР використовувалися як інструмент швидкого економічного розвитку СРСР з 1928 року. Плани розроблялися централізовано у загальнонаціональному масштабі спеціально створеним державним органом (Держпланом СРСР) під керівництвом Комуністичної партії Радянського Союзу. П'ятирічка або п'ятирічний план — метод планування розвитку країн, що включає розробку цільових показників соціально-економічного розвитку на термін 5 років.
П'ятирічні плани як основний інструмент планування застосовувалися також у багатьох соціалістичних країнах, як правило, на основі досвіду СРСР. Країни члени Ради економічної взаємодопомоги (РЕВ) здійснювали також спільну планову діяльність на основі прийнятої довгострокової Комплексної програми соціалістичної економічної інтеграції.
Країни соціалістичного блоку які застосовували п'ятирічне планування:
- СРСР — П'ятирічки СРСР (з 1928 по 1991 роки)
- Албанія (з 1951 року)[1].
- Болгарія (з 1948 року)[2].
- Угорщина (з 1950 року)[3].
- Польща[4].
- Румунія (1951—1989 роки)[5].
- Чехословаччина (з 1949 року)[6].
- Куба (з 1976 року)[7].
- Монголія (з 1945 року)[8].

## Країни, які застосовували п'ятирічне планування
П'ятирічне планування, як інструмент управління економічним розвитком держави, використовувало багато країн:
- Аргентина (1947—1955)[9].
- Афганістан (з 1957 року)[10].
- Бурунді (з 1968 року)[11].
- Бутан (з 1961 року)
- Габон (з 1966 року)[12].
- Єгипет (з 1960 року)[13].
- Індонезія (з 1956 року)[14]
- Ірак (з 1970 року)[15].
- Іран (з 1948 року)[16].
- Камбоджа (1960—1964)[17].
- Камерун (з 1960 року)[18].
- Лесото (з 1971 року)[19].
- Малі (1961—1968)[20].
- Марокко (з 1968 року)[21].
- Непал (з 1950 року)[22].
- Пакистан
- Сирія (з 1961 року)[23].
- Франція
- Японія
- Сомалі (1963—1967)[24].
- Того (з 1965 року)[25].
- Туреччина (з 1962 року)[26].
- Південна Корея — П'ятирічки Південної Кореї (1962—1996)
- Ефіопія

## Країни, які використовують п'ятирічне планування на початок ХХІ сторіччя
- В'єтнам (з 1958 року)
- Індія (з 1 квітня 1951 року)[27][28].
- Китайська Народна Республіка — П'ятирічки Китаю (з 1953 року)[29].
- Малайзія (з 1966 року)[30].